# Église Saint-Jean-Baptiste du Perreux
L'église Saint-Jean-Baptiste est une église paroissiale située dans la commune du Perreux-sur-Marne, allée de Bellevue (anciennement allée de Stalingrad). Elle est consacrée par le cardinal Richard et ouverte au culte le 7 avril 1890.

## Description

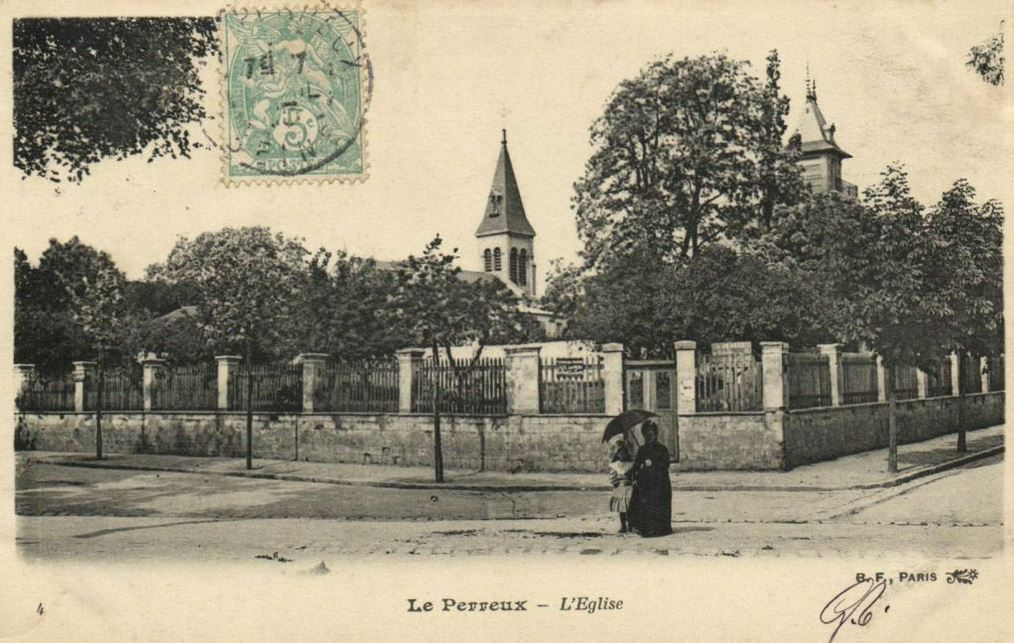
L'église vers 1900.

Elle possède un orgue Cavaillé-Coll datant de 1890.
Le maître-autel est surmonté d'une fresque, Les anges adorant le Seigneur, réalisée en 1924 par le peintre Adolphe Deteix.
Les trois vitraux millésimés 1889 représentent saint Jules, l'Ascension du Christ et saint Jean Baptiste.
Les fonts baptismaux, datant du XIIe siècle, proviennent de l'ancienne église de Noisy-le-Grand.
Elle est représentée sur une toile de Maurice Utrillo datant de 1938.